# Unión de los Comunistas en Bulgaria
La Unión de los Comunistas en Bulgaria (en búlgaro: Съюз на Комунистите в България, SKB) es un partido político marxista-leninista de Bulgaria registrado en 1995. Ha participado en todas las elecciones desde entonces, en solitario o en coalición. La sede principal del partido está en la calle Georgiev Evlogi 169 de Sofía, la capital de Bulgaria.
El 23 de junio de 2013, el Comité Central de la Unión de los Comunistas en Bulgaria aceptó la dimisión de su entonces secretario Kostadin Chakarov (2010-2013), antiguo consejero de Todor Zhivkov, y eligió por una abrumadora mayoría a Pavel Ivanov como nuevo secretario del partido.
La Unión de Comunistas en Bulgaria toma su nombre de la Unión de Comunistas Alemanes y Europeos, fundada en el siglo XIX por Karl Marx y Friedrich Engels.[cita requerida] La Unión de Comunistas en Bulgaria es el heredero político del Partido Comunista Búlgaro.[cita requerida]
En las elecciones a la Asamblea Nacional de Bulgaria de 2013 el partido recibió 6.168 votos (0,17%), por lo que no obtuvo representación parlamentaria.